# Saxophone Colossus
| 전문가 평가                         | 전문가 평가 |
| 평가 점수                           | 평가 점수   |
| 출처                                | 점수        |
| ----------------------------------- | ----------- |
| AllMusic                            | [ 4 ]       |
| DownBeat                            | [ 5 ]       |
| Encyclopedia of Popular Music       | [ 6 ]       |
| Jazzwise                            | [ 7 ]       |
| MusicHound Jazz                     | 5/5         |
| The Penguin Guide to Jazz           | [ 9 ]       |
| Record Mirror                       | [ 10 ]      |
| The Rolling Stone Album Guide       | [ 11 ]      |
| The Rolling Stone Jazz Record Guide | [ 12 ]      |

《Saxophone Colossus》는 미국의 재즈 색소폰 연주자 소니 롤린스의 여섯 번째 스튜디오 음반이다. 아마도 롤린스의 가장 잘 알려진 음반인 이 음반은 종종 그의 획기적인 음반으로 여겨진다. 1956년 6월 22일 뉴저지주 해컨색에 있는 후자의 스튜디오에서 프로듀서 밥 와인스톡과 엔지니어 루디 반 겔더와 함께 모노포닉으로 녹음되었다. 롤린스는 이 음반에서 피아니스트 토미 플래너건, 베이시스트 더그 왓킨스, 드러머 맥스 로치가 포함된 4인조를 이끌었다. 《Saxophone Colossus》는 프레스티지 레코드에 의해 발매되어 비평적 성공을 거두었고 롤린스가 저명한 재즈 아티스트로 자리매김하는데 도움을 주었다.
2017년, 《Saxophone Colossus》는 "문화적, 역사적, 예술적으로 중요한" 것으로 미국 의회도서관에 의해 내셔널 레코딩 레지스트리에 등재되었다.

## 배경
이 음반에는 5개의 트랙이 있으며, 그 중 3개는 롤린스의 것으로 여겨진다. 〈St. Thomas〉는 버진 제도의 세인트토머스 섬의 이름을 딴 칼립소로부터 영감을 받은 작품이다. 이 곡은 전통적이며 1955년 랜디 웨스턴이 〈Fire Down There〉라는 제목으로 이미 녹음했다(《The Complete Prestige Recordings》라는 박스 세트와 함께 제공된 책자에서 롤린스는 그의 신용을 주장했던 음반 회사라는 것을 분명히 했다). 어쨌든, 이 곡은 그 이후로 재즈 스탠더드가 되었고, 이것이 가장 유명한 녹음 버전이다.
마지막 곡인 〈Blue 7〉은 블루스 곡으로 11분이 넘는다. 그것의 주된, 다소 분리된 멜로디는 자발적으로 작곡되었다. 이 공연은 롤린스의 가장 호평을 받은 작품 중 하나이며, 군터 슐러의 "소니 롤린스와 주제별 즉흥곡의 도전"이라는 제목의 기사의 주제이다. 슐러는 롤린스의 〈Blue 7〉에 대해 그의 세 솔로를 통해 멜로디 주제를 탐구하고 발전시키는 동기부여를 사용한 것에 대해 칭찬한다.
원래 1956년 6월 22일 세션은 루디 반 겔더가 녹음했다. 1995년 5월 DCC 콤팩트 클래식에 의해 CD 버전이 발매되었다. 2006년 3월 21일, 판 겔더가 리마스터한 또 다른 버전이 발매되었다. 이 음반의 제목은 프레스티지 레코드의 사내 홍보 디렉터 로버트 "밥" 알츠슐러가 고안했다.

## 곡 목록
| #  | 제목                            | 작곡              | 재생 시간 |
| -- | ------------------------------- | ----------------- | --------- |
| 1. | 〈St. Thomas〉                  | 소니 롤린스       | 6:49      |
| 2. | 〈You Don't Know What Love Is〉 | 장 드 폴, 돈 레이 | 6:30      |
| 3. | 〈Strode Rode〉                 | 롤린스            | 5:17      |

| #  | 제목        | 작곡                           | 재생 시간 |
| -- | ----------- | ------------------------------ | --------- |
| 1. | 〈Moritat〉 | 쿠르트 바일, 베르톨트 브레히트 | 10:05     |
| 2. | 〈Blue 7〉  | 롤린스                         | 11:17     |